# شهریار دوم پادوسپانی
شهریار دوم پور پادوسپان نهمین اسپهبد دودمان پادوسپانیان بود که میان سال‌های ۲۹۰ تا ۳۰۵ هجری، به مدت ۱۵ سال، بر رویان حکومت داشت. در دوران او آرم شارستان کوهستان پادوسپان بود.
شهریار در زمان حکومت پدرش، پادوسپان سوم، در سال ۲۷۷ با محمد بن هارون متحد بود و در جنگ میان او و محمد بن زید شرکت داشت و کمک کرد محمد بن هارون از محاصرهٔ محمد بن زید خارج شود.
در نخستین سال حکومت شهریار، سال ۲۹۰ هجری، محمد بن هارون علیه سامانیان طغیان کرده و با ناصر کبیر، داعی علوی مقیم دیلم، متحد شد تا طبرستان را از دست امیر اسماعیل سامانی خلاص کند. در این زمان ابی‌العباس عبدالله از سوی امیر سامانی والی طبرستان بود. او نامه‌ای به بخارا فرستاد و اسپهبد شهریار همراه این نامه به دربار سامانی رفته و از امیر اسماعیل تقاضای کمک نظامی کردند. ارتش سامانی به طبرستان آمده و با محمد بن هارون روی در روی شدند. اسپهبد شهریار شخصاً در این جنگ حضور داشت و پس از پیروزی لشکریان سامانی به رویان بازگشت و محمد بن نوح والی طبرستان گشت. پس از عزل محمد بن نوح، شهریار او را از شورش بازداشت.
پس از آن سلام ترک والی شد ولی ناصر کبیر با لشکریانی که از میان اهالی دیلم و گیلان جمع‌آوری کرده بود، به طبرستان اردو کشید تا علویان طبرستان را مجدداً برقرار سازد. محمد بن ابراهیم صعلوک عازم سرکوب این شورش شد و در ۲۹۸ هجری با پانزده هزار سرباز عازم طبرستان شد. در جمادی‌الثانی ۳۰۱ هجری داعی ناصر کبیر لشکریان او را شکست داده و چالوس را فتح کردند و به آمل آمده و بیعت‌ستانی کردند. عبدالله بن حسن عقیقی با ناصر متحد شده و با برافراشتن پرچم سپید، به جنگ با شهریار دوم شتافت. شهریار این حمله را دفع کرده و سر عقیقی را بریده و نزد صعلوک فرستاد.